# Bluefieldius
Bluefieldius è un genere estinto di pesci ossei basali vissuto nel Carbonifero inferiore (Mississippiano superiore), circa 330 milioni di anni fa. L'unica specie nota, Bluefieldius mercerensis, è conosciuta da un singolo esemplare quasi completo, ritrovato nella Formazione Bluefield (Gruppo Mauch Chunk), nella Virginia Occidentale sud-orientale, Stati Uniti. 

## Descrizione
Bluefieldius mercerensis è rappresentato da uno scheletro articolato quasi completo, con cranio tridimensionale ben conservato, che offre una visione chiara della regione gulare e branchiostegale. Il cranio mostra una combinazione unica di caratteri anatomici che lo distinguono da altri pesci carboniferi.
Tra i tratti distintivi vi sono un lacrimale ben definito, ossa premascellari, rostrali ventrali e dorsali separate, e un piccolo infraorbitale sotto l'orbita. È presente anche un grande infraorbitale a forma di mezzaluna che si connette a un singolo dermosfenotico. Il preopercolo è inclinato anteriormente e a forma di scure, con sei piccoli suborbitali che riempiono lo spazio tra preopercolo, dermosfenotico e infraorbitale.
Posteriormente al preopercolo si trovano un dermoiale a forma di cuneo e tre ossa anteopercolari rettangolari, che si estendono per metà lungo il margine anteriore dell’opercolo. La regione gulare è composta da un gular mediano, due coppie di gulari laterali e almeno otto raggi branchiostegali.
La pinna caudale è eterocerca, profondamente incisa e inequilobata. Le scaglie presentano margini posteriori pettinati e sono ornate da creste diagonali di ganoina, tipiche dei pesci ossei primitivi.

## Classificazione
Bluefieldius è un attinotterigio basale di posizione sistematica incerta (incertae sedis), ma con caratteri diagnostici che lo differenziano chiaramente da altri taxa carboniferi. È il primo attinotterigio descritto formalmente dalla Formazione Bluefield e rappresenta anche il primo resto fossile vertebrato corporeo documentato in questa unità geologica.

## Paleoecologia
Il contesto deposizionale della Formazione Bluefield suggerisce un ambiente lagunare o deltizio, con acque calme e stagnanti. Insieme a Bluefieldius, la fauna associata include tracce fossili di tetrapodi primitivi e numerosi invertebrati marini e d'acqua dolce.

## Etimologia
Il nome del genere deriva dalla Formazione Bluefield, da cui proviene il fossile. Il nome specifico mercerensis fa riferimento alla contea di Mercer, luogo del ritrovamento dell'olotipo.